# Taka Michinoku
Takao Yoshida (em japonês: 吉田 貴男) (nascido em 26 de Outubro de 1973), mais conhecido pelo seu ring name Taka Michinoku, é um lutador de wrestling profissional japonês, o qual lutou em todo o mundo. Além do wrestling, Yoshida também pratica artes marciais, luta livre e high-flying.
Ele revolucionou o mundo de Pesos-Leves de muitas promoções. Michinoku é conhecido nos Estados Unidos por conquistar o WWF Light Heavyweight Championship, sendo o primeiro campeão após vencer um tournament. Também é conhecido por Pepe Michinoku e Piza Michinoku.

## Títulos e prêmios
- All Japan Pro Wrestling
  - AJPW World Junior Heavyweight Championship (1 vez)

- Frontier Martial Arts Wrestling
  - FMW Independent World Junior Heavyweight Championship (2 vezes)

- Independent Wrestling World
  - IWW Junior Heavyweight Championship (1 vez)

- Kaientai Dojo
  - Strongest-K Championship (1 vez)
  - Strongest-K Tag Team Championship (2 vezes) - com Handsome Joe
  - UWA/UWF Intercontinental Tag Team Championship (1 vez) – com Ryota Chikuzen
  - WEW Hardcore Tag Team Championship (1 vez) – com Tomoka Nakagawa
  - Vencedor do Strongest-K Tournament (2007)

- Michinoku Pro Wrestling
  - Tohoku Junior Heavyweight Championship (1 vez)

- New Japan Pro Wrestling
  - IWGP Junior Heavyweight Tag Team Championship (1 vez) – com Dick Togo

- Pro Wrestling Illustrated
  - PWI o colocou como # 191 dos 500 melhores lutadores na PWI 500 de 2003.

- Tokyo Sports Grand Prix
  - Best Technical Wrestler (2005)

- World Entertainment Wrestling
  - WEW Six Man Tag Team Championship (1 vez) – com Tetsuhiro Kuroda e Gosaku Goshogawara

- World Wrestling Federation
  - WWF Light Heavyweight Championship (1 vez)